# Xaphoon
Een xaphoon (uitgesproken als 'zafoon') is een houtblazer die er een beetje uitziet zoals een blokfluit.
De xaphoon heeft een cilindervormige buis en is ongeveer 30 centimeter lang, met daarop een standaard tenorsaxriet. Een xaphoon produceert een warm geluid, dat lijkt op een saxofoon en er kan een volledige chromatische toonladder mee worden gespeeld, net iets langer dan twee octaven.
Brian Wittman, een Hawaiiaanse saxofonist en multi-instrumentalist, heeft de eerste xaphoon gemaakt uit bamboe in 1972. De xaphoon in kunststof wordt geproduceerd in Amerika.